# یوسوکه کاوازو
یوسوکه کاوازو (انگلیسی: Yūsuke Kawazu; ۱۲ مهٔ ۱۹۳۵ – ۲۶ فوریهٔ ۲۰۲۲) بازیگر اهل ژاپن بود.